# Cantate à Jean Bart
La Cantate à Jean Bart est une chanson traditionnelle fortement associée au carnaval de Dunkerque. Elle a été écrite et chantée pour la première fois à l'occasion de l'inauguration de la statue de Jean Bart par David d'Angers place Jean Bart à Dunkerque le 7 septembre 1845. 
Elle est dédiée à « son Altesse Royale l'Amiral Prince de Joinville ».
Les paroles sont de Joseph Fontemoing et la musique de David Riefenstahl.
Le soir de la Bande de Dunkerque, la foule des « carnavaleux » se retrouve devant la statue du héros dunkerquois. À genoux, les bras tendus vers le ciel, ils entonnent le premier couplet et le refrain de la Cantate à Jean Bart.

## Paroles
Jean Bart, salut, salut à ta mémoire

De tes exploits, tu remplis l'univers ;

Ton seul aspect commandait la victoire,

Et sans rival tu régnas sur les mers.

Jusqu'au tombeau, France Mère adorée,

Jaloux et fiers d'imiter sa valeur,

Nous défendrons ta bannière sacrée,

Sur l'océan qui fut son champ d'honneur. (bis)

Jean Bart, Jean Bart, la voix de la patrie

Redit ta gloire et ton nom immortel

Et la cité qui te donna la vie

Érigera ta statue en autel (bis)

      (Non cité au carnaval de Dunkerque)
Enfant du peuple, il conquit sa noblesse

Par son épée… ô glorieux destin.

Et cette épée, aux jours de la détresse,

Sauva la France, en lui donnant du pain.

Un feu sublime, embrasait son courage ;

La hache au poing, affrontant le trépas,

Il s'élançait, terrible à l'abordage,

Tel un lion au milieu des combats. (bis)

Découvrons-nous, sculpté par le génie

Jean Bart revit dans ce bronze éloquent.

Et toi qui fus l'idole de sa vie,

Son glaive encore, ô France ! te défend

Si l'ennemi qui pâlit à sa vue,

Dans son délire osait nous outrager,

Du piédestal, qui porte sa statue

Il descendrait armé pour nous venger. (bis)

## Partition
La carrure est assez libre, cela se chante plutôt comme un récitatif, une marche assez lente et de caractère majestueux.